# Cantone di Outarville
Il Cantone di Outarville era una divisione amministrativa dell'arrondissement di Pithiviers.
È stato soppresso a seguito della riforma complessiva dei cantoni del 2014, che è entrata in vigore con le elezioni dipartimentali del 2015.
Comprendeva i comuni di:
- Andonville
- Aschères-le-Marché
- Attray
- Autruy-sur-Juine
- Bazoches-les-Gallerandes
- Boisseaux
- Charmont-en-Beauce
- Châtillon-le-Roi
- Chaussy
- Crottes-en-Pithiverais
- Erceville
- Greneville-en-Beauce
- Jouy-en-Pithiverais
- Léouville
- Montigny
- Oison
- Outarville
- Tivernon